# Niel Immelman
Niel Immelman (* 13. August 1944 in Südafrika; † vor oder am 9. Juni 2023) war ein aus Südafrika stammender Pianist und Musikpädagoge.

## Werdegang
Immelman war Schüler von Cyril Smith, Ilona Kabos und Maria Curcio. Bereits während seines Studiums am Royal College of Music debütierte er mit dem London Philharmonic Orchestra unter Bernard Haitink in einer Aufführung von Rachmaninows Rhapsodie über ein Thema von Paganini.
Dem erfolgreichen Debüt folgten weitere Auftritte mit dem London Philharmonic, dem Royal Philharmonic Orchestra und anderen großen Orchestern in der Royal Festival Hall, der Royal Albert Hall und dem Concertgebouw in Amsterdam, die eine internationale Karriere als Konzertpianist einleiteten.
Immelman spielte als erster Pianist das gesamte Klavierwerk von Josef Suk auf CD ein. Er war Professor für Klavier am Royal College of Music und gab Meisterklassen an der Chopin-Akademie Warschau, dem Moskauer Konservatorium, der Sibelius-Akademie Helsinki, am Royal Conservatory Toronto, der Universität der Künste Berlin und der Universität Wien.
Niel Immelman starb im Juni 2023 im Alter von 79 Jahren.